# C·古鲁拉杰·拉奥
C·古鲁拉杰·拉奥（英語：C. Gururaj Rao，1954年8月7日—），印度外交官，曾任印度駐老撾大使、印度駐英國伯明翰總領事等職務。

## 經歷
C·古鲁拉杰·拉奥出生於1954年8月7日。
曾任印度駐伯明翰總領事。2012年3月13日至2014年8月31日，任印度駐寮國大使。